# بطولة ويمبلي الدولية
بطولة ويمبلي الدولية (بالإنجليزية: Wembley International Tournament)‏، هي عبارة عن بطولة ودية لكرة القدم قبل انطلاق الموسم أُقيمت في إنجلترا بين عامي 1988 و1994.